# Dabar vára
Dabar vára (horvátul: Utvrda Dabar), várhely Horvátországban, az Otocsán községhez tartozó Dabar falu határában.

## Fekvése
A falu északnyugati részén emelkedő Vučjak nevű magaslaton találhatók a vár maradványai.

## Története
Dabar várát valószínűleg a 14. században a Frangepánok építették. Első írásos említése 1449-ben abban az okiratban történt, melyben Frangepán Miklós fiai megosztoztak a Frangepán birtokokon. Az egyezséggel Otocsán, Prozor, Dabar és Vrhovine várai Frangepán Zsigmond birtokába kerültek. Zsigmond 1465-ben meghalt és csak két lány Borbála és Dorica maradt utána, így Dabar testvérének Frangepán Mártonnak a birtokába jutott. 1486-ban Mátyás magyar király Dabart az egész Gacka megyével együtt elvette a Frangepánoktól, attól fogva királyi várnagyok igazgatták. 1527-ben a török elfoglalta Korbáviát és Lika déli részét, Dabar lakossága is elmenekült. Ezzel a vár csakhamar a végvárak láncolatába került és jelentősége megnőtt. 1561-ben egy katonai bizottság vizsgálta meg, amely megállapította, hogy nagymértékű megerősítése elengedhetetlen. Főként a kapu védműveit, a tornyokat és a tetőt kellett javítani és 32 fős állandó őrséget helyeztek el benne. 1572-ben Dabar várában 40 fős német helyőrség volt, akik havonta 193 forint zsoldot kaptak. Miksa király Krajnát, Stájerországot és Karintiát testvérére, Károly főhercegre bízta. A főherceg megvizsgáltatta a vár fegyverzetét és jelentésében megemlíti, hogy a három hatfontos ágyúval, négy háromfontos és hat kisebb ágyúval, két mozsárágyúval és 99 puskával van felszerelve. A fegyvereket és muníciót Zenggből, az élelmet Ogulinból biztosították, helyőrségét 35 horvát katona képezte, akik havi zsoldot kaptak.
Dabar kezdetben a zenggi kapitányság alárendeltségébe tartozott, majd 1578-ban a szluini kapitány alá rendelték. Ekkor személyzetéhez egy kapitány, egy vajda és húsz katona tartozott. A kapitány fizetsége 20 forint a többi személyzeté összesen 177 forint volt, mely élelmüket és öltözetüket fedezte. 1657-ben egy hatezer fős török sereg támadt a vidékre, kirabolták Dabart is, de az otocsáni és zenggi sereg a Gusić-mezőn megverte őket. A 17. században a tengerpartról kitelepített uszkókok és a török elől menekülő vlachok érkeztek a Gacka biztonságosabb vidékére. 1672-ben a vár alatt már 90 vlach család lakott, akiknek Herberstein károlyvárosi várparancsnok Veliki Glibodolnál adott földet. A vár jelentősége 1689-től szűnt meg, amikor a Marko Mesić pap vezette horvát sereg kiűzte a törököt Likából és Korbáviából. Ettől fogva a vár őrségét fokozatosan csökkentették, végül teljesen elhagyták és falai romlásnak indultak. 1773-ban már azt írják róla, hogy a vár teljesen az enyészeté.

## A vár mai állapota
A Vučjak-hegy tetején csekély falmaradványok mellett főként a terepalakzatok utalnak arra, hogy egykor itt vár állt. A vár helye aknaveszély miatt régóta megközelíthetetlen. 